# Montmorillon
Montmorillon es una comuna localizada en el departamento de Vienne de la región Nueva Aquitania, en Francia.

## Geografía
La ciudad está situada a 50 km al sudeste de Poitiers y a 90 al noroeste de Limoges. El río Gartempe atraviesa la ciudad.

## Demografía
| 3 121 | 2 843 | 3 313 | 3 174 | 3 608 | 4 157 | 4 672 | 4 768 | 5 228 | 4 968 | 5 130 | 5 203 | 5 010 | 5 105 | 5 128 | 5 158 | 5 268 | 5 284 | 5 176 | 5 051 | 4 944 | 4 583 | 4 766 | 4 507 | 4 754 | 5 410 | 5 524 | 5 743 | 6 034 | 6 685 | 6 954 | 6 667 | 6 898 | 6 584 | 6 514 | 6 443 | 6 410 | 6 387 | 6 319 | 6 258 | 6 197 | 6 155 |
| Para los censos de 1962 a 1999 la población legal corresponde a la población sin duplicidades (Fuente: INSEE [Consultar]) |       |       |       |       |       |       |       |       |       |       |       |       |       |       |       |       |       |       |       |       |       |       |       |       |       |       |       |       |       |       |       |       |       |       |       |       |       |       |       |       |       |

## Historia
En la Edad Media había una fortaleza en Montmorillon que se encontraba sobre un acantilado, cerca de la Iglesia de Notre-Dame; sin embargo, esta fortaleza ya no existe. 

## Economía
La fábrica de muebles de cocina Domoform (anteriormente Ranger), que pertenece al grupo Snaidero era la última fábrica de la comuna; cerró sus puertas por motivos económicos en 2006.

## Monumentos y sitios turísticos

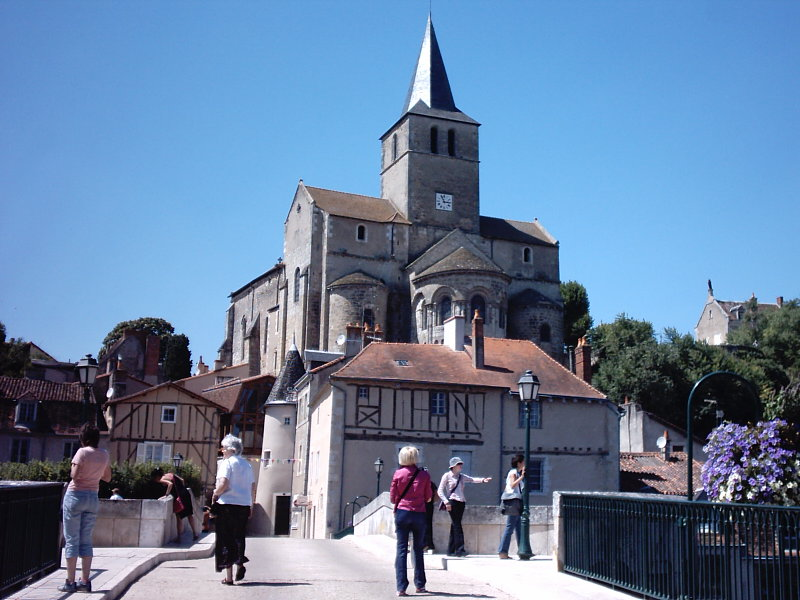
Iglesia Notre-Dame

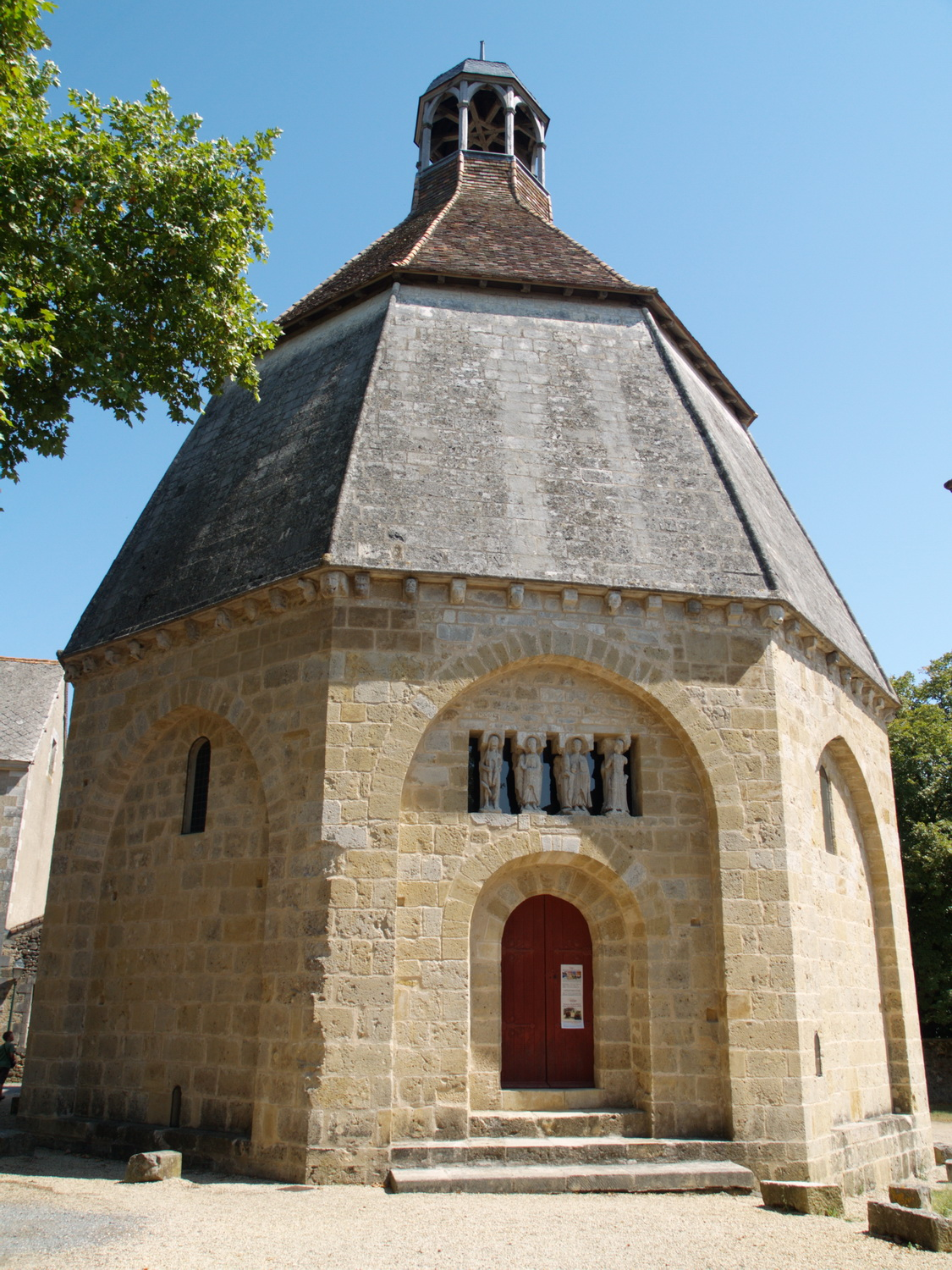
Octogone

Montmorillon tiene la categoría de Ville d'art et d'histoire (ciudad de arte y de historia), otorgada por el Ministerio de Cultura de Francia .
- Octogone de Montmorillon Capilla románica del (siglo XII)
- Iglesia Notre-Dame (siglos XII-XIV) y su cripta con un bonito fresco mural del siglo XII que relata la coronación de Catalina de Alejandría
- Maison-Dieu (capilla San Lorenzo): fachada y friso del siglo XII y las pinturas murales del siglo XIX
- Iglesia San-Marcial : La parte más antigua data de la Edad Media, el resto de la iglesia es del siglo XIX
- Capilla de los grandmont: Es utilizada como sala de exposición; tiene varios siglos de antigüedad y fue usada inicialmente por la orden de religiosa de Grandmont. El nombre de capilla es inadecuado, ya que el edificio no se usaba con estos fines.

## Geología: la montmorillonita
La ciudad de Montmorillon dio nombre a la montmorillonita, un mineral constituido por variedades de arcilla; constituyente de los suelos vertisólicos. Esta substancia se utiliza contra la gastroenteritis.

## Eventos
- La Cité de l'écrit et des métiers du livre.

## Ciudades hermanas
- Wadern (Alemania) desde 1968.
- Medina del Campo (España) desde 1994.
- Safané (Burkina Faso) desde 1997.
- Gościno (Polonia) desde 2003.
- Putna (Romania) desde 2013.[3]